# Bulle (économie)
Pour les articles homonymes, voir Bulle.
 (août 2009).
Si vous disposez d'ouvrages ou d'articles de référence ou si vous connaissez des sites web de qualité traitant du thème abordé ici, merci de compléter l'article en donnant les références utiles à sa vérifiabilité et en les liant à la section « Notes et références ».
Une bulle économique (aussi appelée bulle de prix, bulle financière, ou encore bulle spéculative) est une situation où le niveau des prix d'un bien est anormalement élevé par rapport à sa valeur fondamentale, c'est-à-dire par rapport aux profits que le bien générera à l'avenir. Il existe ainsi, ex post, une décorrélation entre la valeur réelle du bien et le prix qui lui est assigné. Cette situation peut avoir lieu sur n'importe quel marché, qu'il s'agisse des marchés financiers (où s'échangent actions, obligations, devises), du marché immobilier ou encore du marché des matières premières.

## Causes
Une bulle désigne une augmentation du niveau du prix d'un actif ou d'un groupe d'actifs, sans lien avec la valeur fondamentale (intrinsèque) de ces actifs. Lorsqu'une bulle a lieu, le prix des actifs qui en font partie ne reflètent plus réellement sa valeur, mais la perception qu'ont les agents économiques de la hausse du prix couplée à une activité spéculative. 
La logique de formation des prix devient « auto-référentielle », quand le raisonnement d'arbitrage entre les différents actifs ne s'applique plus : un prix démesurément élevé aujourd'hui se justifie uniquement par la croyance qu'il sera « plus élevé demain », alors que la comparaison avec les prix d'autres actifs ne peut le justifier. Dans ce genre de situation, dite parfois « exubérante » ou « euphorique », les prix s'écartent de la valorisation économique habituelle sous le jeu de croyances des acheteurs, croyance pouvant être créée et entretenue par ceux qui tirent profit de la bulle. La bulle est donc un mécanisme d'enrichissement artificiel et non durable, fondé sur la création d'un pseudo-patrimoine dont la valeur est fausse car basée sur de fausses richesses et décorrélée du réel.
Ce genre de comportement plus ou moins irrationnel des marchés, créant des anomalies de prix, fait partie des phénomènes qu'étudie la finance comportementale.
Le mot français de bulle dans le sens de « bulle financière » vient de l'anglais « bubble », il s'agit d'une métaphore indiquant que les prix sur un marché spécifique augmentent de façon rapide et sans raison solide, et sont vulnérables et exposés à une chute instantanée, à l'image d'une bulle qui s'élève et qui éclate. En 1720, le Parlement anglais vota le Bubble Act après le krach des titres de la South Sea Company. Quand on demanda à Isaac Newton, maître de la monnaie de Londres depuis 1697, ce qu'il pensait de cette affaire il répondit qu'il « pouvait calculer les mouvements des corps célestes, mais pas la folie des gens ».
Une bulle est souvent due à la combinaison :
- de conditions macroéconomiques apparaissant, à tort ou à raison, favorables et durables, et qui constituent l'impulsion du mouvement puis la justification illusoire de son amplification excessive ;
- d'une spéculation haussière où les risques individuels du crédit sont couverts par la possibilité de revendre à la hausse en cas de défaillance individuelle, plaçant ainsi les acteurs du crédit de ce marché haussier à la merci collective d'un retournement de tendance ;
- de faibles taux d'intérêt des banques centrales durant une période de plusieurs mois ou années, incitant les acteurs économiques à fortement emprunter, mais en se plaçant dans une position collectivement risquée en cas de remontée des taux (on peut alors parler de « bulle monétaire ») ;
- de mimétismes euphoriques collectifs, ou comportement moutonnier (en voyant les autres acheter et gagner de l'argent, grâce à la hausse des cours, on veut participer soi-même à la « fête ») ;
- et parfois de mythes (le mythe du golden boy ou la facilité qu'il y aurait à gagner de l'argent en spéculant sans relâche, dans les années 1980 ou bien la nouvelle économie dans la deuxième moitié des années 1990) qu'on évoque dans un climat de rumeurs ;
- difficultés à valoriser un secteur d'activité, comme celui de l'information sous forme de bit, qui verra donc sa valeur baisser.

## Historique, évolutions

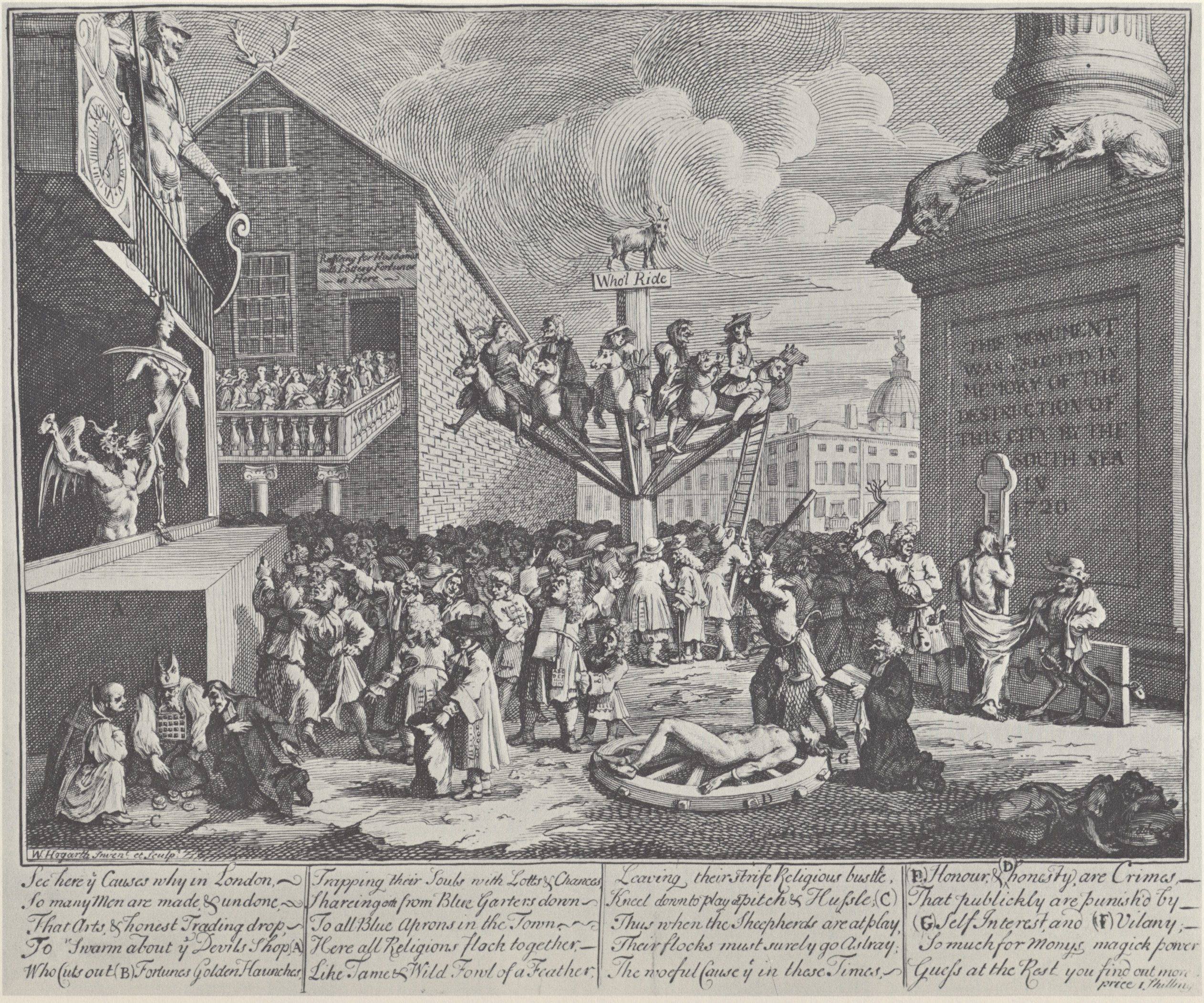
Emblematical Print on the South Sea Scheme (1721), estampe de William Hogarth évoquant de façon satirique le krach lié à la spéculation sur les actions de la Compagnie des mers du Sud en 1720.

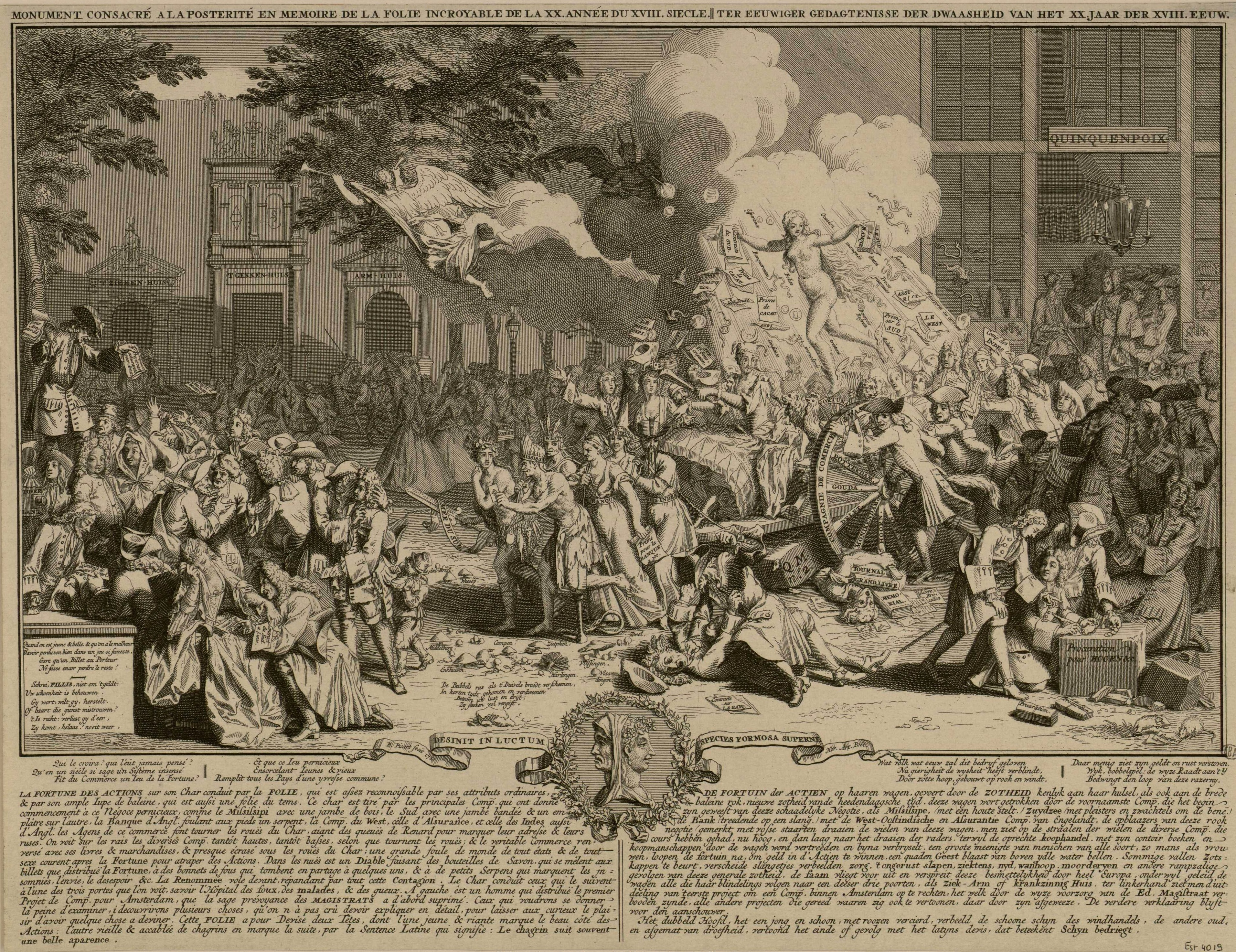
La cohue rue Quincampoix, à Paris, lors de la spéculation sur le « système de Law » et sa banqueroute en 1720 (gravure satirique et allégorique de Bernard Picart).

Les bulles financières sont nombreuses dans l'histoire des bourses de valeurs et celle des crises monétaires et financières. En voici quelques exemples :
- La tulipomanie du XVIIe siècle en Hollande, l'une des premières fortement documentées.
- Le krach lié à la spéculation sur les actions de la Compagnie des mers du Sud en 1720 conduit le Parlement anglais à voter le Bubble Act.
- La grande spéculation immobilière à Paris, Berlin et Vienne du début des années 1870, qui débouche sur le grand krach de Vienne en 1873, puis sur la Grande Dépression (1873-1893).
- La bulle internet de la fin des années 1990.
- La bulle immobilière, liée à la crise des subprimes de 2007 et sa conséquence, la crise financière de 2008, dans la plupart des régions urbanisées occidentales. Selon des économistes, elle a touché les agglomérations à fortes contraintes urbanistes en matière de permis de construire et pas celles à faibles contraintes[2]. Ses autres moteurs furent la note de « triple A », la meilleure, accordée de manière complaisante à des produits financiers finançant les crédits immobiliers risqués[3], et les faibles taux d'intérêt [réf. nécessaire], décidés pour stimuler l'économie après l'éclatement de la bulle internet et les attentats du 11 septembre 2001, six ans plus tôt.

Quand une bulle financière cesse de se développer, elle risque un effondrement brutal[réf. nécessaire]. L'implosion suit l'explosion. La panique suit l'euphorie. Les mécanismes de crédit fondés sur la spéculation haussière disparaissent. La solvabilité des emprunteurs, reposant sur la vente rapide[réf. nécessaire], à prix élevé, en cas de défaillance, est soudain revue à la baisse. Les spéculateurs attirés par les plus-value haussières se retirent. Les prix chutent de plus en plus fortement. La bulle financière est percée par un krach boursier.
Les bulles financières et leur percement influent sur les cycles économiques étudiés par de nombreux économistes (principalement, Clément Juglar et Nicolaï Kondratieff) depuis le XIXe siècle, au même titre que les politiques monétaires. Autrement dit, les krachs boursiers sont suivis par des dépressions (phases 3 des cycles) et des baisses des taux directeurs afin d'accroître la consommation et les dépenses dans la perspective de contrecarrer les conséquences negatives de la crise. La croissance économique et l'emploi sont les principaux objectifs attendus.
La bulle immobilière américaine à son paroxysme de 2007 est chiffrée par certains experts de l'urbanisme et de l'immobilier à 4 000 milliards de dollars, un montant voisin étant évoqué pour la bulle immobilière européenne. Une partie porte sur une bulle purement financière susceptible de s'effondrer en quelques mois. Une autre disparaîtra plus lentement avec les migrations[réf. nécessaire], les mutations économiques[réf. nécessaire] ou les assouplissements réglementaires[réf. nécessaire].
En outre de nombreuses valeurs boursières ou monétaires sont en partie adossées à des créances immobilières. Une fois titrisées, ces dernières figurent indirectement dans de nombreux portefeuilles, eux-mêmes titrisés, ou dans les actifs de sociétés cotées en bourse. Certains auteurs estiment le cumul des valorisations participant de la bulle financière de 2008 à cinquante fois le PIB mondial, soit plus de 2 millions de milliards de dollars (2 000 000 000 000 000 $)[réf. à confirmer].

## Squeezeetcorner
Une bulle présente des différences fondamentales avec deux autres phénomènes qui causent des prix élevés :
- le squeeze (« pression »), en français (short squeeze, en anglais) qui est une situation de déséquilibre entre l'offre et la demande qui amène, pour des raisons techniques (nécessité règlementaire de livrer des actifs avant une certaine date, par exemple, cas de l'achat sur marge), les vendeurs à découvert à clôturer leurs positions à des prix excessivement élevés ;
- le corner (« acculer dans un coin »), qui est la même chose, mais organisée et planifiée par un ou plusieurs individus. L'un des plus fameux est le corner de l'argent métal organisé par les frères Hunt en 1980, mais il y en a eu d'autres, en particulier sur les marchés d'emprunts d'État et ceux de produits agricoles faisant l'objet d'un marché à terme. Le corner sur le cuivre de 1887 avait entraîné un krach boursier et le suicide du patron d'une grande banque française. Le 27 et 28 octobre 2008, dans un contexte de crise globale affectant entre autres le secteur automobile, un corner d'une ampleur considérable sur Volkswagen a fait grimper la valeur à plus de 450 % en deux jours, faisant d'elle la plus grosse capitalisation boursière mondiale pendant quelques heures avant de retomber les jours suivants. Le phénomène survenant après l'annonce de Porsche de détenir 74 % du capital du constructeur allemand a créé un véritable vent de panique parmi les gestionnaires de hedge funds qui ont dû boucler leurs positions de vente à découvert de peur de perdre davantage.

## Politiques
Des politiques publiques peuvent être mises en place pour prévenir les bulles d'une part, et pour les dégonfler d'autre part. Il existe toutefois des difficultés à la « gestion » des bulles, dans la mesure où les décideurs publics ne savent pas nécessairement si une augmentation du niveau des prix est liée à un comportement spéculatif ou à des gains futurs authentiquement espérés en lien avec la valeur fondamentale des actifs (Gruen, Plum et Stone, 2003).

### Documentaires
- Faites sauter la banque, documentaire de Pascal Vasselin sur les rouages humains et financiers d'une bulle spéculative et d'un krach, dans l'exemple de la crise asiatique de 1997. Diffusé en 2002 sur la chaîne franco-allemande Arte et sur la chaîne britannique BBC.